# Gurdaspur (dystrykt)
Gurdaspur – dystrykt w stanie Pendżab w Indiach.

## Informacje
Dystrykt Gurdaspur jest najbardziej wysuniętą na północ częścią Pendżabu. Dystrykt jest podzielony na 5 teshili: Gurdaspur, Batala, Dera Baba Nanak, Dinanagar, Kalanaur.

## Demografia
W 2011 roku w dystrykcie Gurdaspur mieszkało 2 298 323 ludności, w tym 1 212 617 mężczyzn i 1 085 706 kobiet. W stosunku do wyników spisu z 2001 roku wzrosła gęstość zaludnienia z 594 osoby na kilometr kwadratowy do 647 osób, przy powierzchni dystryktu wynoszącej  2610 km². Według spisu ludności z 2011 roku 79,95% ludności potrafi czytać i pisać, w tym 84,56% mężczyzn i 74,85% kobiet.

## Turystyka
Do miejsc wartych odwiedzenia należą: Gurudwara Sri Kandh Sahib (BATALA) i świątynia Achleshwar Dham.